# Theresia van Asturië
Theresia van Asturië was als echtgenote van García I van Navarra koningin van Navarra.
Zij was een dochter van koning Ramiro II van León, hun kinderen waren
Ramiro van Viguera (-981)
Urraca Díaz (-997), gehuwd met graaf Ferdinand González van Castilië (-970) en met hertog Willem II Sanchez van Gascogne.